# 이두용
이두용(李斗鏞, 1941년 12월 24일~2024년 1월 19일)은 대한민국의 연극연출가, 영화감독, 영화제작자, 영화 시나리오 각본가, 소설가, 영화 각색가, 영화배우, 대학 교수이다. 용산고등학교와 동국대학교를 나온 그는 1961년 연극연출가로 데뷔하였고, 1962년 영화 조감독을 맡았다. 영화 감독을 처음 맡은 작품은 1970년 영화 《잃어버린 면사포》이다.

## 작품

### 영화 감독
- 1970년 잃어버린 면사포
- 1974년 돌아온 외다리
- 1977년 뉴욕 44번가
- 1977년 초분
- 1979년 경찰관
- 1979년 지옥의 49일
- 1980년 피막
- 1980년 최후의 증인
- 1981년 귀화산장
- 1982년 욕망의 늪
- 1983년 여인 잔혹사 물레야 물레야(원미경 주연작)
- 1983년 이상한 관계
- 1984년 낮과 밤
- 1985년 장남
- 1985년 돌아이
- 1985년 뽕
- 1986년 내시
- 1987년 고속도로
- 1988년 업
- 1991년 흑설
- 1995년 위대한 헌터 GJ
- 2003년 아리랑
- 2011년 마스터 클래스의 산책 - 처용무

### 광고
- 1988년 코카콜라 - 보리보리

## 수상
- 1978년 대종상 작품상
- 1983년 대종상 감독상.작품상(여인잔혹사 물레야 물레야)
- 1985년 한국일보 선정 해방 후 한국영화 40년사 10대 감독
- 1990년 제10회 한국영화평론가협회상 감독상 《청송으로 가는 길》
- 1990년 제26회 백상예술대상 영화부문 감독상 《청송으로 가는 길》
- 2005년 제11회 브줄아시아영화제 특별공로상
- 2020년 제25회 춘사영화제 공로상